# Полторацкая, Агафоклея Александровна
Агафоклея Александровна Шишкова, в замужестве Полторацкая (29 июня (10 июля) 1737 — 12 (24) октября 1822) — русская предпринимательница и откупщица, хозяйка имений Грузины и Оккервиль. От её брака с Марком Полторацким начался дворянский род Полторацких.

## Биография
Родилась в семье небогатых тверских помещиков Шишковых. В возрасте 14 лет была выдана замуж за вдовца Полторацкого.
Обладала твёрдым характером и деловитостью: начав с небольшого хозяйства, сумела составить крупное состояние в 4000 душ. Завела винокуренные и другие заводы, позволявшие держать на откупе почти всю Тверскую губернию. Только в 1795 году её винокуренный завод в Шлиссельбургском уезде произвёл для казны 26 тыс. вёдер спирта. При этом сама Полторацкая бумаг не читала и не подписывала, держа для этого особого секретаря. Объясняли её отвращение к письменности тем, что в молодости она подделала духовное завещание дальнего родственника, переведя на себя наследство, но из-за этого чуть не попала под суд, после чего дала обет больше никогда не брать пера в руки.
Отличалась властолюбием, строгостью и жестокостью в отношениях не только с деловыми конкурентами, но и с домашними. Домочадцам было позволено лечиться только у проживавшего в доме грубого, невежественного венгра, к которому хозяйка дома имела большое доверие. В гневе проклинала всех, включая своих сыновей. Молва про тиранства «Полторачихи» достигла слуха Александра Павловича, который после вступления на престол якобы приказал публично наказать её на лобном месте.
Жила в селе Грузины, в 20 верстах от Торжка, в роскошном доме. В спальне её висели образ Спасителя и портрет Екатерины II. Про первый она говорила: «Это мой друг», а Екатерину так любила, что после смерти государыни скупала её бельё, рубашки, кофты и простыни. Во время одной из поездок в Москву императрица заехала в Грузино, но, торопясь и будучи не в духе, не стала входить в дом и отказалась от предложенного ей молока.

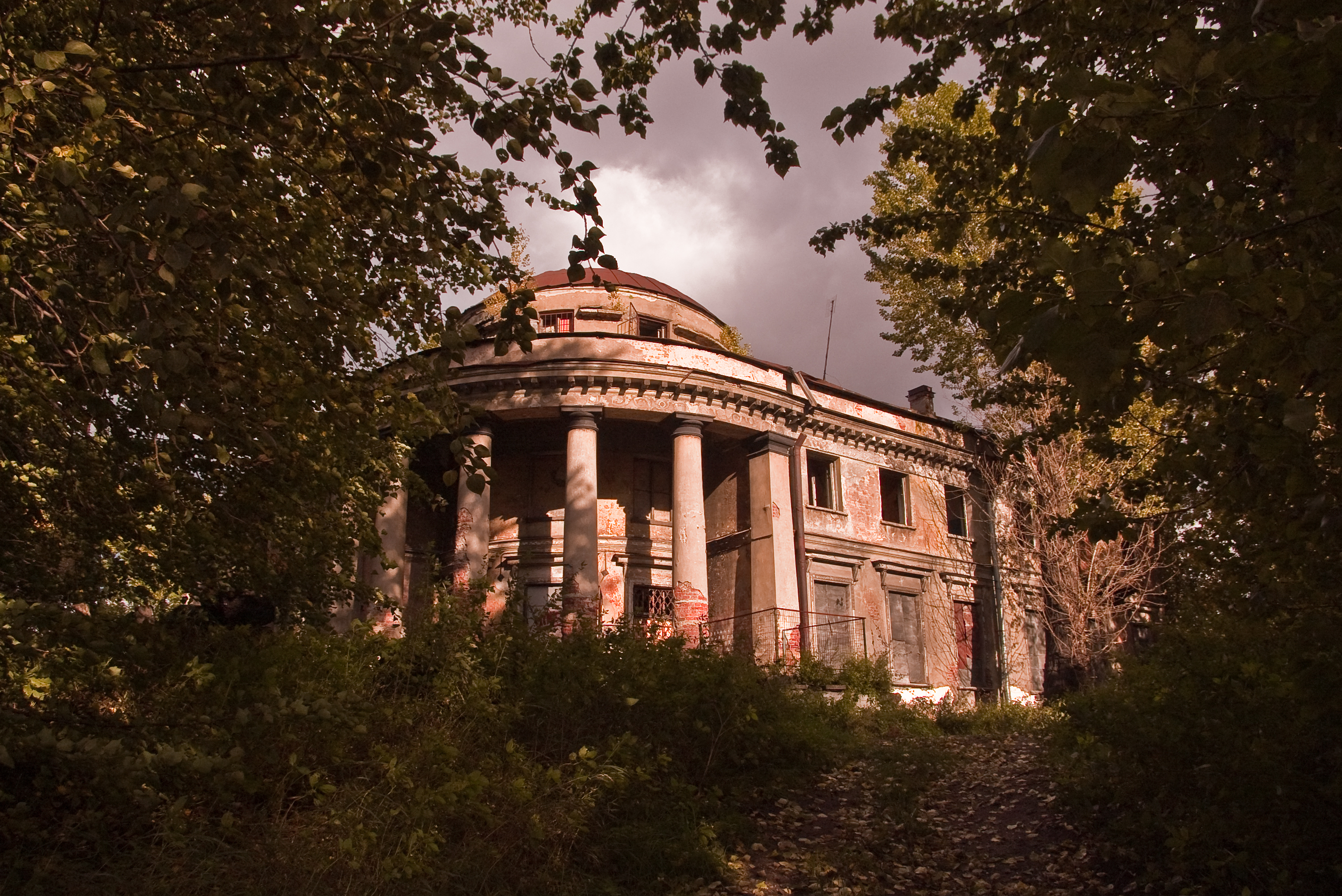
Уткина дача на мызе Оккервиль

Во время одной из частых поездок в Москву, Полторацкая была опрокинута вместе с экипажем и извлечена из-под него сильно изувеченная; лишившись владения руками и ногами, оставшуюся часть жизни провела в постели, но продолжала так же властно распоряжаться и управлять своими имениями.
Женщина глубоко верующая, она много жертвовала на церкви и церковные училища, в том числе построила в селе Красном точную копию Чесменской церкви и на свои средства возвела новый собор в Старице. В 1820 году тверской архиепископ Филарет писал ей: «Для меня нетрудное было дело освящение Старицкого собора: трудное было дело для вашего превосходительства созидание сего храма и многие долговременные заботы, случайно с сим делом соединившиеся» — собор строился на протяжении 12 лет.
Чувствуя приближение смерти, она собрала вокруг себя всех соседских помещиков и огромное число крестьян, чтобы громко каяться в своих прегрешениях. Эта исповедь закончилась громким криком: «Православные, простите меня грешную!», на что последовал единогласный ответ: «Бог простит!».
Скончалась в октябре 1822 года, похоронена в церкви села Грузины.

## Дети
В браке родила 22 ребёнка, из них:
- Алексей Маркович (1759—1843), тверской губернский предводитель дворянства, вторым браком (с 30 апреля 1823 года) женат на фрейлине двора Варваре Дмитриевне Киселёвой (1797—1859), сестре графа П. Д. Киселёва
- Дмитрий Маркович (1761—1818) — известный коннозаводчик, владелец усадьбы Авчурино, блестяще окончил Штутгартский университет, служил при русском посольстве в Лондоне
- Фёдор Маркович (1764—1858) — владелец мебельной, бумажной и суконной фабрик, сахарного и винокуренного заводов в слободе Чернянка Курской губернии. С 1788 года первым браком был женат на Варваре Афанасьевне Брянчаниновой, вторым с 1801 года — на Елизавете Францевне Бениони, француженке.
- Александр Маркович (1766—1839) — управляющий Петербургским монетным двором
- Павел Маркович (1768—1827)
- Елизавета Марковна (1768—1838), жена А. Н. Оленина, обустроила под Петербургом усадьбу «Приютино», воспетую К. Батюшковым
- Пётр Маркович (1775 — после 1851), дочь — пушкинская муза Анна Керн, служил при русском посольстве в Швеции.
- Агафоклея Марковна (1776—1840), жена генерал-майора А. Д. Сухарева, наследница мызы Косая Гора
- Варвара Марковна (1778—1845), жена Дмитрия Борисовича Мертваго
- Константин Маркович (1782—1858) — генерал-лейтенант, участник войн с Наполеоном, ярославский губернатор
- Егор Маркович

По свидетельствам современников, молодые Полторацкие получили прекрасное воспитание, были людьми вполне светскими, владели европейскими языками, знали литературу, музицировали. О многом говорит их круг общения. Это Г. Р. Державин, Н. А. Львов, Н. М. Карамзин, В. П. Стасов. Большая дружба связывала Полторацких и с А. С. Пушкиным.